# Flugunfall von Smolensk 2010
Der Flugunfall von Smolensk war ein Flugunfall am 10. April 2010, bei dem ein polnisches Flugzeug bei dichtem Nebel beim Landeanflug auf den Militärflugplatz Smolensk-Nord in der russischen Oblast Smolensk verunglückte. Bei dem auf menschliches Versagen zurückgeführten Unfall einer der beiden Regierungsmaschinen der polnischen Luftstreitkräfte vom Typ Tupolew Tu-154M wurden alle 96 Insassen getötet. Zu den Passagieren gehörten Polens Staatspräsident Lech Kaczyński und seine Ehefrau Maria Kaczyńska, zahlreiche Abgeordnete des Parlaments, Regierungsmitglieder, ranghohe Offiziere, Kirchenvertreter, leitende Vertreter von Zentralbehörden sowie Vertreter von Verbänden der Opferangehörigen des Massakers von Katyn.

## Anlass und Ziel des Fluges
Am 7. April 2010 trafen sich anlässlich des 70. Jahrestages des Massakers von Katyn der russische Ministerpräsident Wladimir Putin und der polnische Ministerpräsident Donald Tusk in der Nähe des Dorfes Katyn bei einer gemeinsamen Gedenkveranstaltung, die im Februar 2010 überraschend von Putin vorgeschlagen worden war.
Zu dieser Gedenkveranstaltung der beiden Regierungschefs wurde der Staatspräsident Polens nicht geladen. Kaczyński galt als Kritiker der russischen Politik und hatte beispielsweise zum 70. Jahrestag des deutschen Angriffs auf Polen auf einer Gedenkveranstaltung – in Anwesenheit Putins – geäußert, das „bolschewistische Russland“ habe Polen einen „Messerstich in den Rücken“ (nämlich durch den Hitler-Stalin-Pakt) versetzt, da die Rote Armee am 17. September 1939 in Ostpolen einmarschierte, während polnische Soldaten noch den deutschen Angreifern Widerstand leisteten. Kaczyński reiste am Samstag, dem 10. April, mit einer Delegation zu einer separaten polnischen Gedenkfeier, die jährlich am selben Ort anlässlich des am 13. April in Polen als Nationalgedenktag begangenen Tages der Erinnerung an die Katyn-Opfer stattfindet. Diese zweite Gedenkveranstaltung wurde von polnischer Seite vom Rat zum Schutz des Gedenkens an Kampf und Martyrium (Rada Ochrony Pamięci Walk i Męczeństwa) organisiert; beabsichtigt war u. a. die posthume Verleihung von Orden und staatlichen Auszeichnungen an die Opfer des Massakers. Das Flugzeug sollte auf dem Militärflugplatz Smolensk-Nord landen. Von dort aus war die Weiterreise zu dem etwa zwanzig Kilometer entfernten Ort der Gedenkfeier geplant.

## Hergang

Flug der verunglückten Maschine von Warschau nach Smolensk

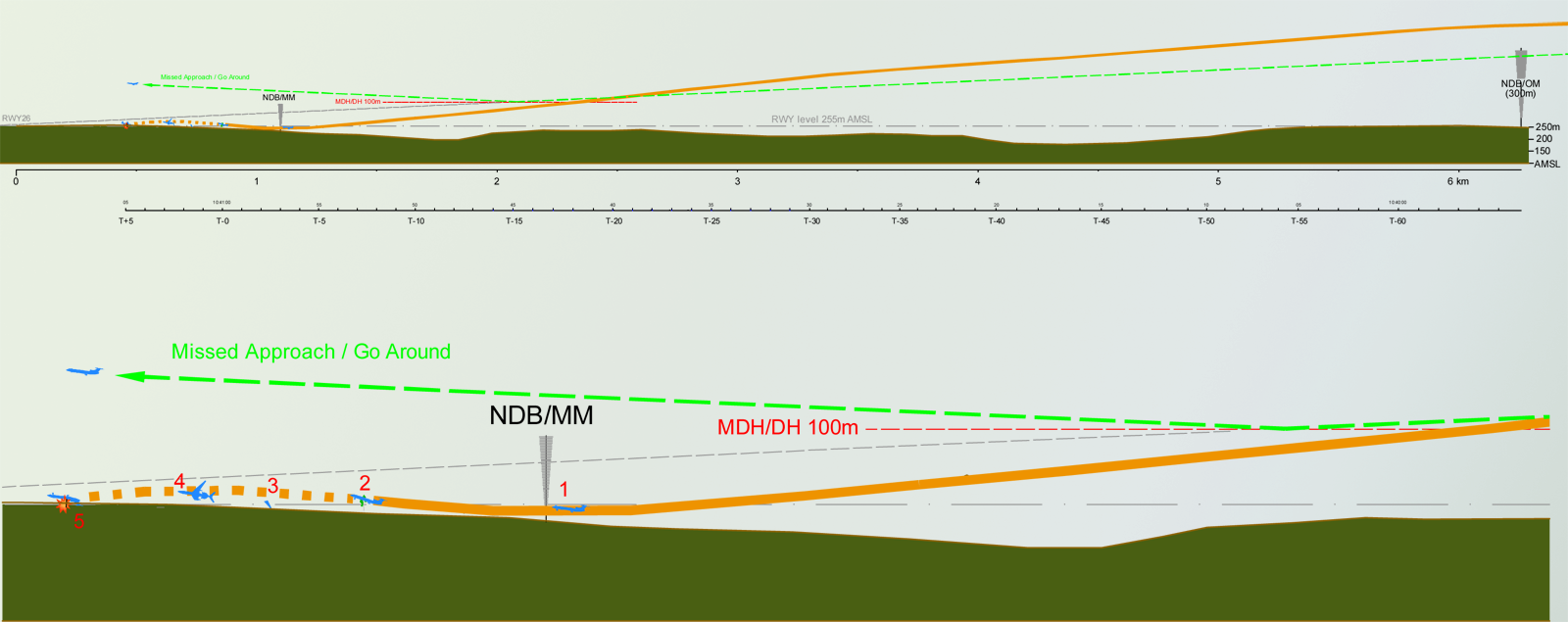
Graphische Darstellung des Landeanfluges

Das Flugzeug startete um 07:27 Uhr MESZ (05:27 UTC) auf dem Chopin-Flughafen Warschau und flog um 10:41 Uhr Ortszeit (06:41 UTC) in einem Waldstück zwischen dem Ort Petschorsk und der Stadt Smolensk in Westrussland ins Gelände.
Etwa eine Stunde vor dem Unfall war eine Jakowlew Jak-40 der polnischen Regierung mit dem Tross des Präsidenten und Journalisten an Bord ohne Zwischenfall, aber unter bereits eingeschränkten Sichtbedingungen (aufkommender Nebel, tiefhängende Wolken) gelandet. Danach verschlechterten sich die Sichtbedingungen weiter. Eine russische Iljuschin Il-76 brach die Landung nach zwei Versuchen ab und flog dann den Flughafen Moskau-Wnukowo an.
Als sich das Flugzeug mit der Delegation des polnischen Präsidenten an Bord dem Flugplatz näherte, herrschte dichter Nebel. Obwohl die russischen Fluglotsen den polnischen Piloten Hauptmann Arkadiusz Protasiuk und Major Robert Grzywna empfahlen, Minsk oder Wizebsk anzufliegen, entschied der verantwortliche Flugzeugführer dennoch, in Smolensk einen Anflugversuch zu unternehmen.
Der Anflug wurde trotz fehlender Sicht erst in einer Höhe von etwa 30 Metern über Grund abgebrochen, so dass es den Piloten nicht mehr gelang, die Maschine hochzuziehen. Das Flugzeug streifte Baumwipfel, prallte auf den Boden, zerbrach in mehrere Teile und geriet in Brand. Zwei der drei Flugschreiber wurden noch am Unfalltag geborgen und von russischen Experten ausgewertet. Der polnischen Seite wurden mehrere Abschriften der Flugschreiber übergeben.

## Flugzeug und Avionik

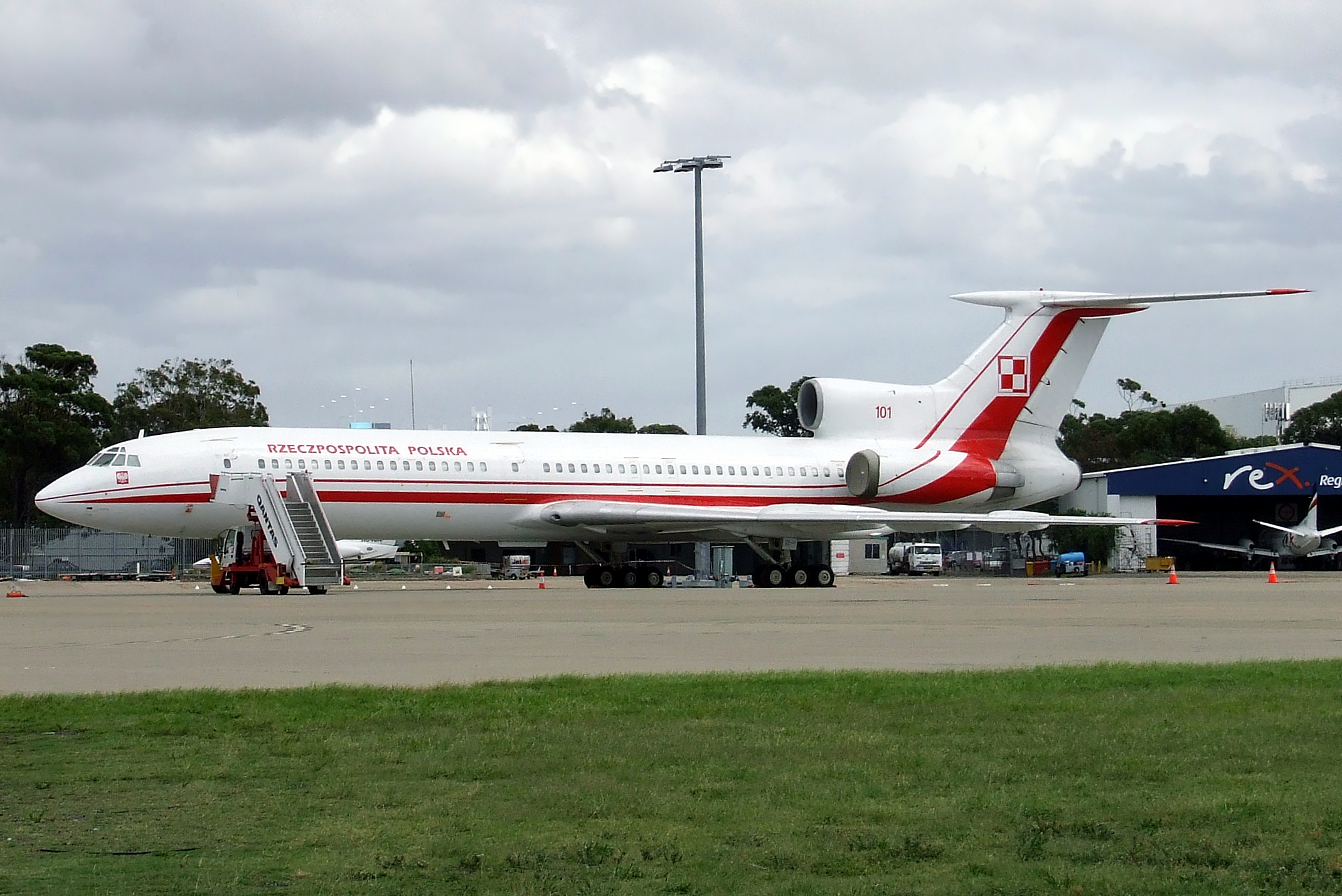
Die Regierungsmaschine vom Typ Tu-154M auf dem Flughafen in Sydney, 27. März 2007

Bei dem verunfallten Flugzeug handelte es sich um eine Tupolew Tu-154M der polnischen Luftwaffe mit dem Luftfahrzeugkennzeichen 101. Es war eine von zwei Tu-154M im 36. Spezialtransportfliegerregiment (36 Specjalny Pułk Lotnictwa Transportowego). Sie trug linksseitig die Aufschrift „Rzeczpospolita Polska“ und rechts „Republic of Poland“. Die Maschine mit der Seriennummer 90A837, die ihren Erstflug am 29. Juni 1990 absolviert hatte, war mit drei im Heck befindlichen Triebwerken vom Typ Solowjow D-30 KU-154-II ausgestattet. Das Flugzeug hatte 5004 Flugstunden sowie 1823 Starts und Landungen hinter sich und war im Dezember 2009 bei der Aviakor-Flugzeugfabrik (russisch ОАО Авиако́р авиационный завод) in Samara generalüberholt worden.
Zur Avionik der Maschine gehörte ein Instrumentenlandesystem (ILS), das jedoch inkompatibel zu dem in Smolensk-Nord eingesetzten russischen System PRMG war. Das russische System war bei Lieferung der Maschine in diese eingebaut, wurde aber von Polen durch ein anderes Modell ersetzt. Zusätzlich verfügte das Flugzeug über ein Terrain Awareness and Warning System (TAWS), das eine ungewollte Annäherung an den Boden ausschließen soll (s. a. Enhanced Ground Proximity Warning System). Der Flughafen Smolensk-Nord fehlt allerdings in der zugehörigen Datenbank, sodass Warnungen vor verfrühtem Sinkflug in der Landephase (Premature Descent Alerts) dort nicht zur Verfügung stehen.

## Todesopfer

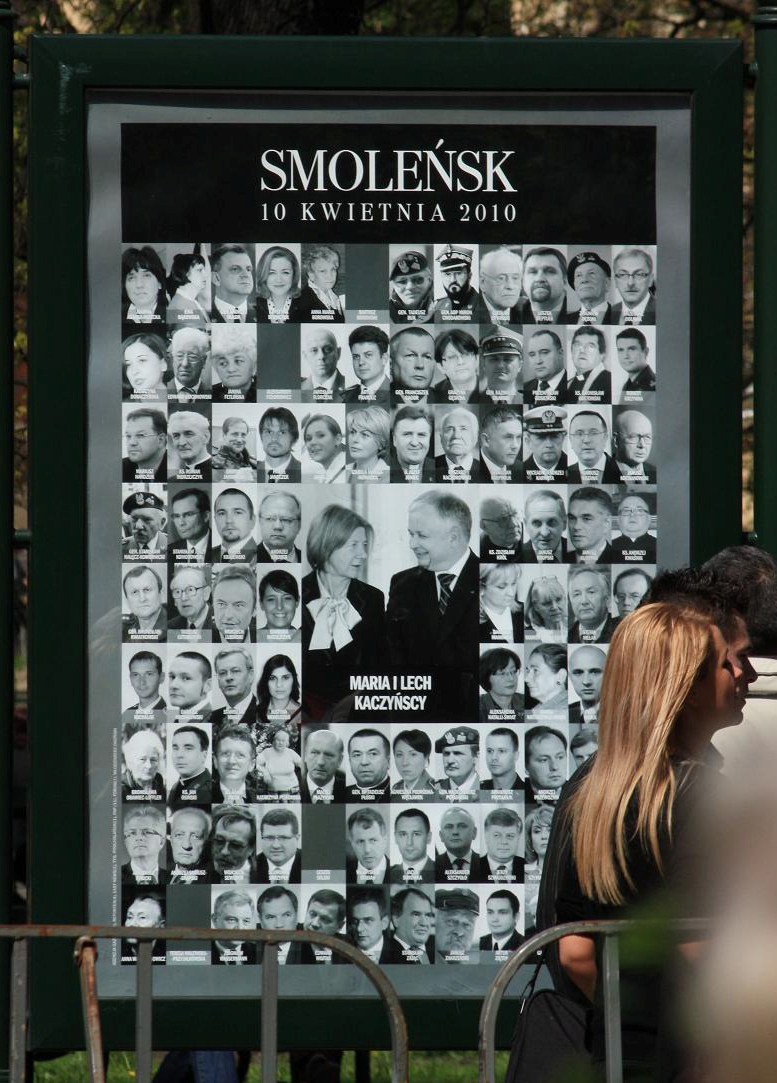
Fotocollage der Opfer des Flugunfalls

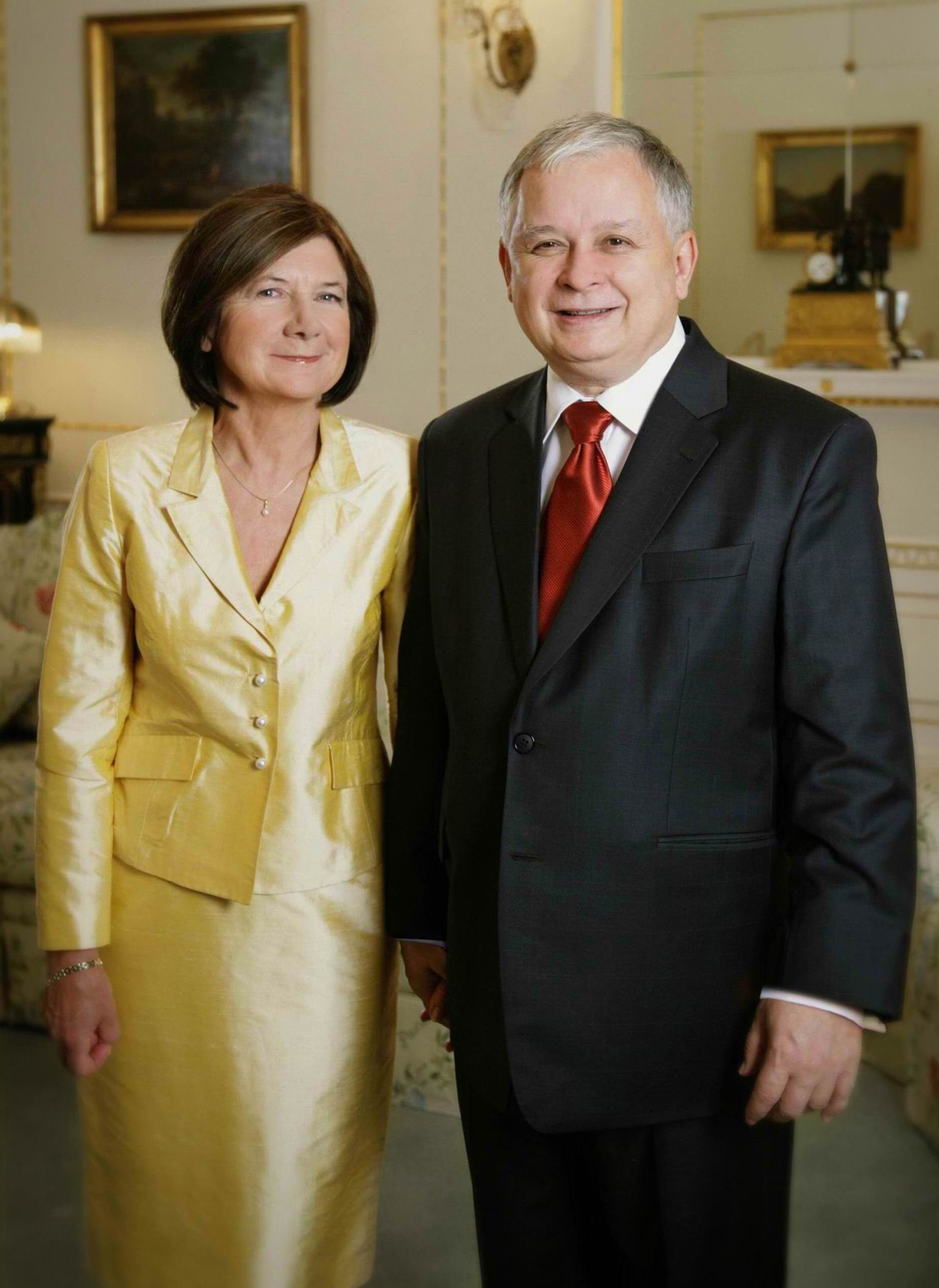
Lech Kaczyński mit seiner Ehefrau Maria

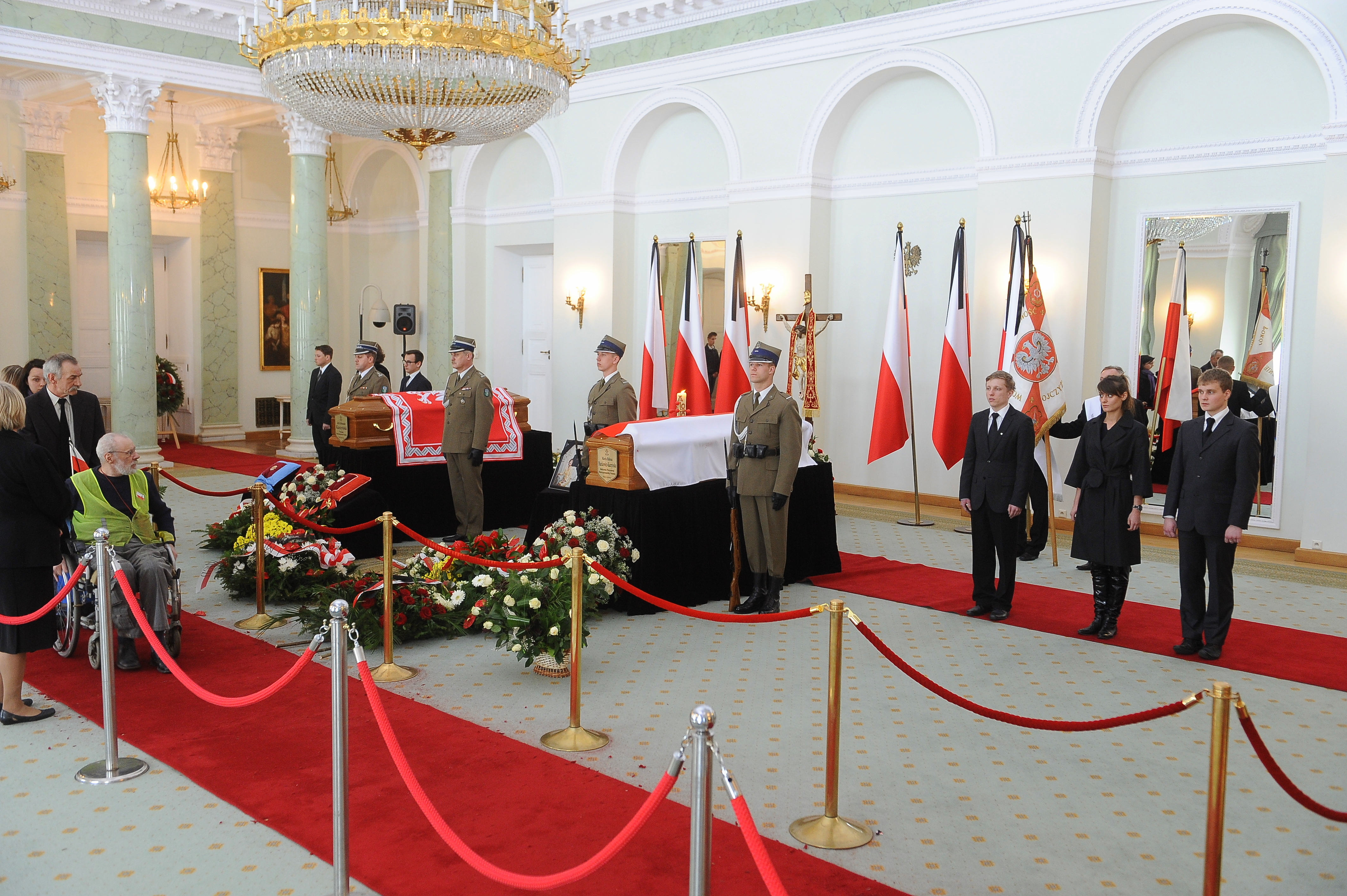
Särge der Kaczyńskis in der Kapelle des Präsidentenpalastes

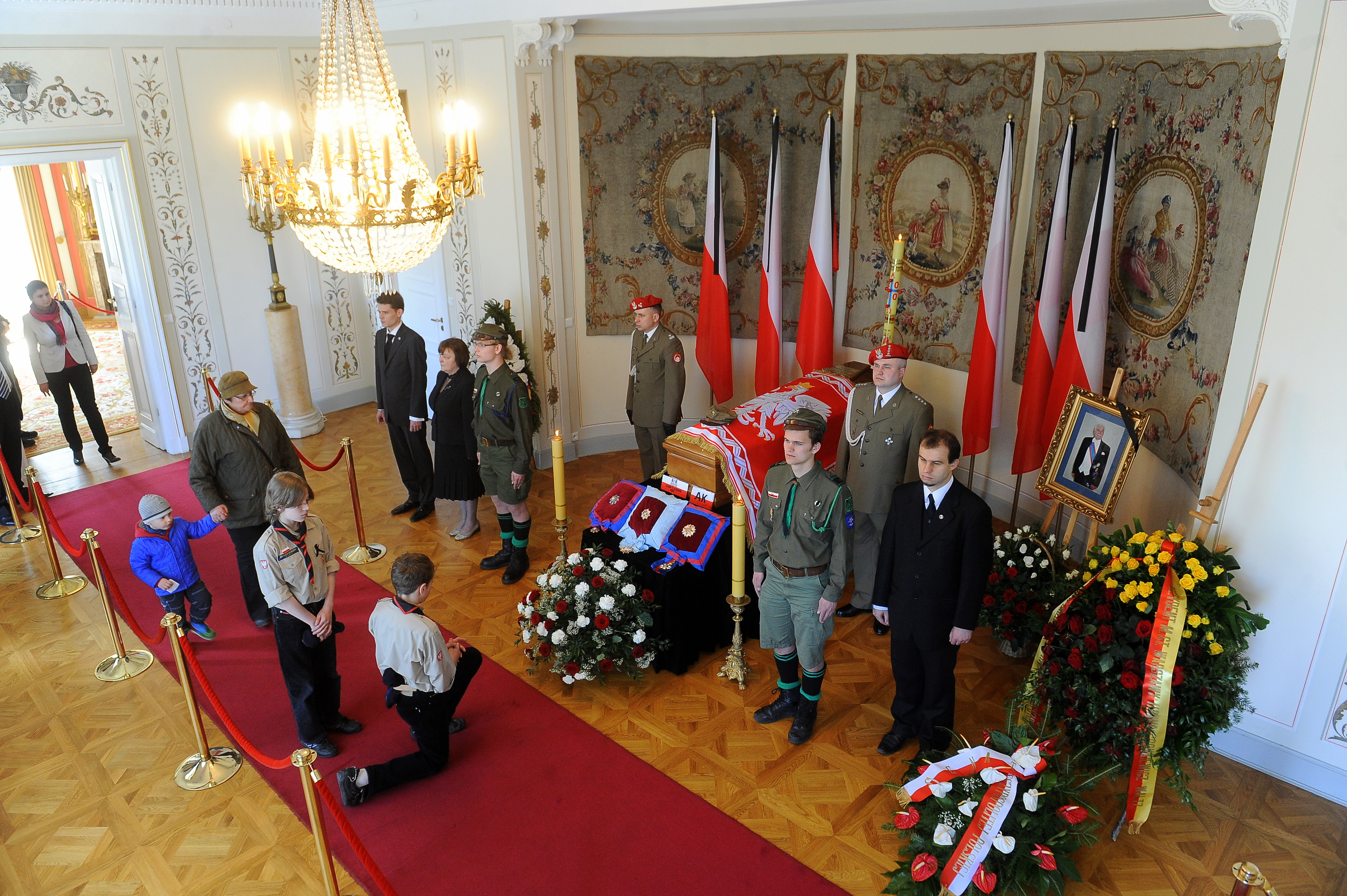
Sarg des Präsidenten Ryszard Kaczorowski

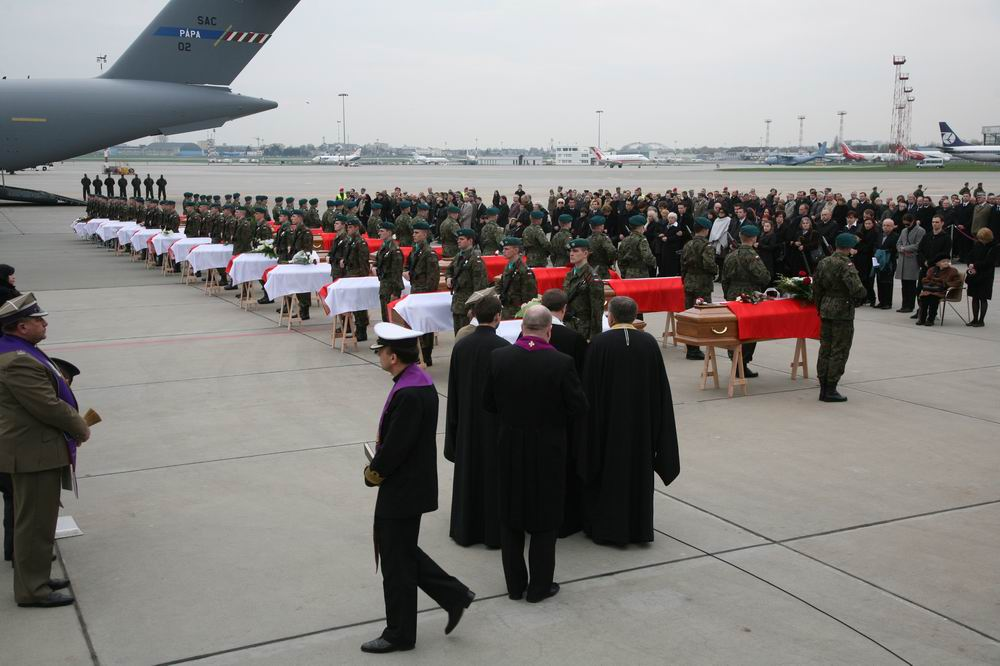
Särge der Opfer des Flugunfalls auf dem Flughafen in Warschau

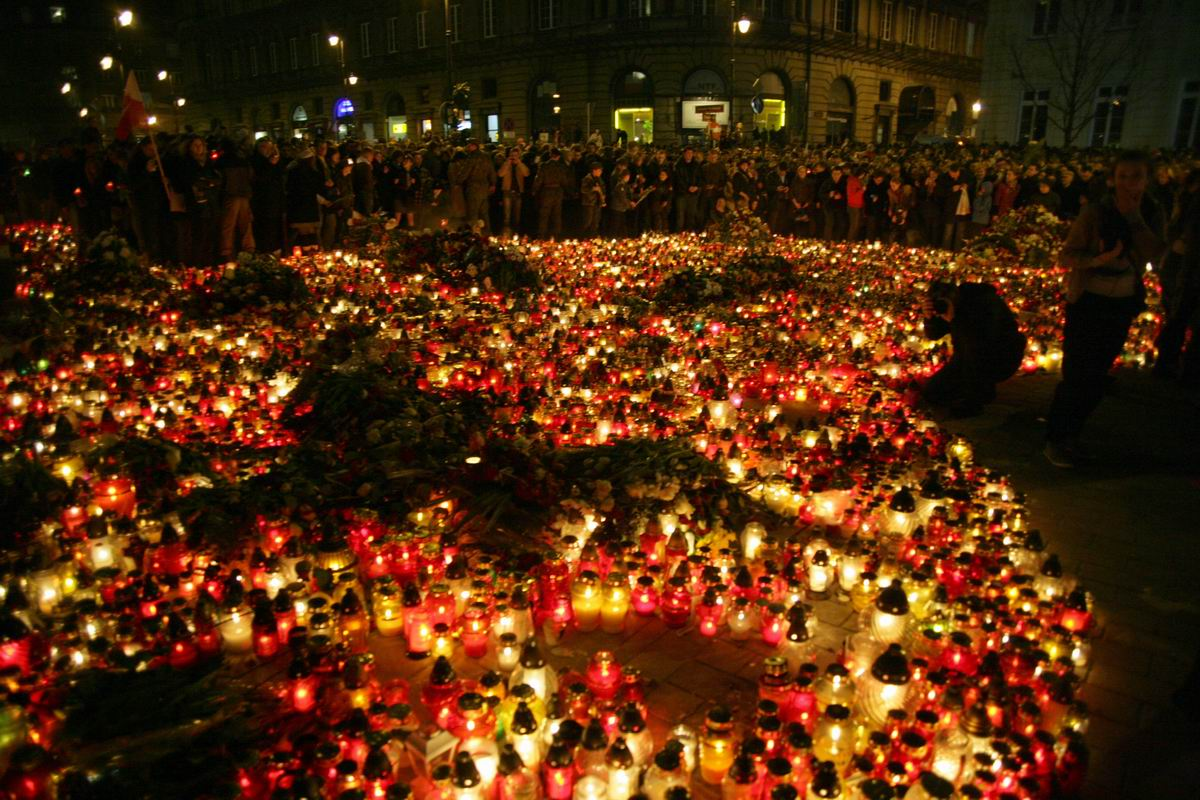
Kerzen vor dem Präsidentenpalast

An Bord der Maschine waren sieben Besatzungsmitglieder und 89 Passagiere. Unter ihnen befanden sich neben Kaczyński und seiner Ehefrau weitere polnische Politiker und hochrangige Repräsentanten des Landes. Angehörige und Hinterbliebene von Todesopfern des Massakers von Katyn waren ebenfalls an Bord des Flugzeugs.

### Delegation des Präsidenten und Vertreter staatlicher Institutionen
- Lech Kaczyński – Staatspräsident Polens und Mitbegründer der Partei Recht und Gerechtigkeit (Prawo i Sprawiedliwość, PiS).
- Maria Kaczyńska – Ehefrau des Präsidenten Kaczyński

- Krystyna Bochenek – Senatorin (PO) und stellvertretende Senatspräsidentin
- Mariusz Handzlik – Unterstaatssekretär in der Präsidialkanzlei
- Ryszard Kaczorowski – bis 1990 letzter Staatspräsident der polnischen Exilregierung
- Janusz Kochanowski – polnischer Beauftragter für Bürgerrechte
- Stanisław Jerzy Komorowski – Vize-Verteidigungsminister und ehemaliger Vize-Außenminister
- Andrzej Kremer – Vize-Außenminister und ehemaliger Konsul in Hamburg
- Janusz Krupski – Direktor des Amtes für Angelegenheiten der Kriegsveteranen und Opfer von Repressionen
- Janusz Kurtyka – Präsident des Instituts für Nationales Gedenken
- Tomasz Merta – Vize-Kulturminister und Landesdenkmalpfleger (PiS)
- Maciej Płażyński – Abgeordneter (Mitbegründer der PO, zuletzt parteilos), ehemaliger Sejmmarschall, ehemaliger stellvertretender Senatspräsident, Vorstand der Wspólnota Polska
- Andrzej Przewoźnik – Generalsekretär des Rates zum Schutz des Gedenkens an Kampf und Martyrium
- Krzysztof Putra – stellvertretender Sejmmarschall (PiS)
- Sławomir Skrzypek – Präsident der polnischen Zentralbank
- Władysław Stasiak – Chef der Präsidialkanzlei und ehemaliger Innenminister (PiS)
- Aleksander Szczygło – Leiter des Büros für Nationale Sicherheit und ehemaliger Verteidigungsminister (PiS)
- Jerzy Szmajdziński – stellvertretender Sejmmarschall und ehemaliger Verteidigungsminister (SLD)
- Paweł Wypych – Staatssekretär in der Präsidialkanzlei (PiS)

### Vertreter des Parlaments
Sejm:
- Leszek Deptuła – Abgeordneter (PSL) und ehemaliger Woiwodschaftsmarschall des Karpatenvorlandes
- Grzegorz Dolniak – Fraktionsvorsitzender der PO im Sejm
- Grażyna Gęsicka – Fraktionsvorsitzende der PiS im Sejm und ehemalige Ministerin für Regionalentwicklung
- Przemysław Gosiewski – Abgeordneter (PiS) und ehemaliger Vize-Ministerpräsident
- Izabela Jaruga-Nowacka – Abgeordnete (SLD) und ehemalige Vize-Ministerpräsidentin
- Sebastian Karpiniuk – Abgeordneter (PO)
- Aleksandra Natalli-Świat – Abgeordnete und stellvertretende Parteivorsitzende der PiS
- Arkadiusz Rybicki – Abgeordneter (PO)
- Jolanta Szymanek-Deresz – Abgeordnete und stellvertretende Parteivorsitzende der SLD, ehemalige Chefin der Präsidialkanzlei
- Zbigniew Wassermann – Abgeordneter und ehemaliger Minister für Koordination der Nachrichtendienste (PiS)
- Wiesław Woda – Abgeordneter (PSL)
- Edward Wojtas – Abgeordneter (PSL)

Senat:
- Janina Fetlińska – Senatorin (PiS)
- Stanisław Zając – Fraktionsvorsitzender der PiS im Senat

### Vertreter der Streitkräfte
- Andrzej Błasik – Generalleutnant, Kommandeur der polnischen Luftstreitkräfte
- Tadeusz Buk – Generalmajor, Oberbefehlshaber des polnischen Heeres
- Miron Chodakowski – Brigadegeneral, Erzbischof der Polnisch-Orthodoxen Kirche in Polen und orthodoxer Militärordinarius der polnischen Streitkräfte
- Franciszek Gągor – General, Chef des Generalstabs der polnischen Streitkräfte
- Kazimierz Gilarski – Brigadegeneral, Oberbefehlshaber der Garnison Warschau
- Andrzej Karweta – Vizeadmiral, Oberbefehlshaber der polnischen Marine
- Bronisław Kwiatkowski – Generalleutnant, Chef des Operationskommandos der polnischen Armee
- Jan Osiński – Oberstleutnant, Vizekanzler des römisch-katholischen Militärordinariats
- Adam Pilch – Brigadegeneral, stellvertretender evangelischer Militärbischof
- Tadeusz Płoski – Generalmajor, römisch-katholischer Militärbischof der polnischen Streitkräfte
- Włodzimierz Potasiński – Generalmajor, Chef der militärischen Sondereinheiten

### Vertreter der Opferangehörigenverbände und weitere Passagiere
- Joanna Agacka-Indecka – Leiterin der polnischen Anwaltskammer
- Czesław Cywiński – Oberst und Vorstandsvorsitzender des Weltverbandes von Soldaten der polnischen Heimatarmee
- Edward Duchnowski – Generalsekretär des Bundes der Sibirien-Häftlinge
- Mariusz Kazana – Direktor des diplomatischen Protokolls im Außenministerium
- Stanisław Komornicki – Brigadegeneral und Kanzler des Ordens Virtuti Militari
- Stefan Melak – Vorsitzender des Katyn-Komitees und Journalist
- Stanisław Mikke – stellvertretender Vorsitzender des Rates zum Schutz des Gedenkens an Kampf und Martyrium
- Piotr Nurowski – Präsident des Polnischen Olympischen Komitees
- Ryszard Rumianek – Rektor der Kardinal-Stefan-Wyszyński-Universität Warschau
- Andrzej Sariusz-Skąpski – Präsident des Verbandes der Angehörigen von Katyn-Opfern
- Anna Walentynowicz – Symbolfigur der Streikbewegung auf der Danziger Werft 1980 und Mitgründerin der Gewerkschaft Solidarność
- Teresa Walewska-Przyjałkowska – stellvertretende Vorsitzende der Stiftung „Golgotha des Ostens“ (Stiftung zur Erinnerung an die Opfer des Katyń-Massakers)
- Janusz Zakrzeński – polnischer Schauspieler

### Besatzung
- Arkadiusz Protasiuk – Flugkapitän der polnischen Luftwaffe im Rang eines Hauptmanns
- Robert Grzywna – Major und zweiter Pilot

## Trauerfeierlichkeiten und Nachwirkungen

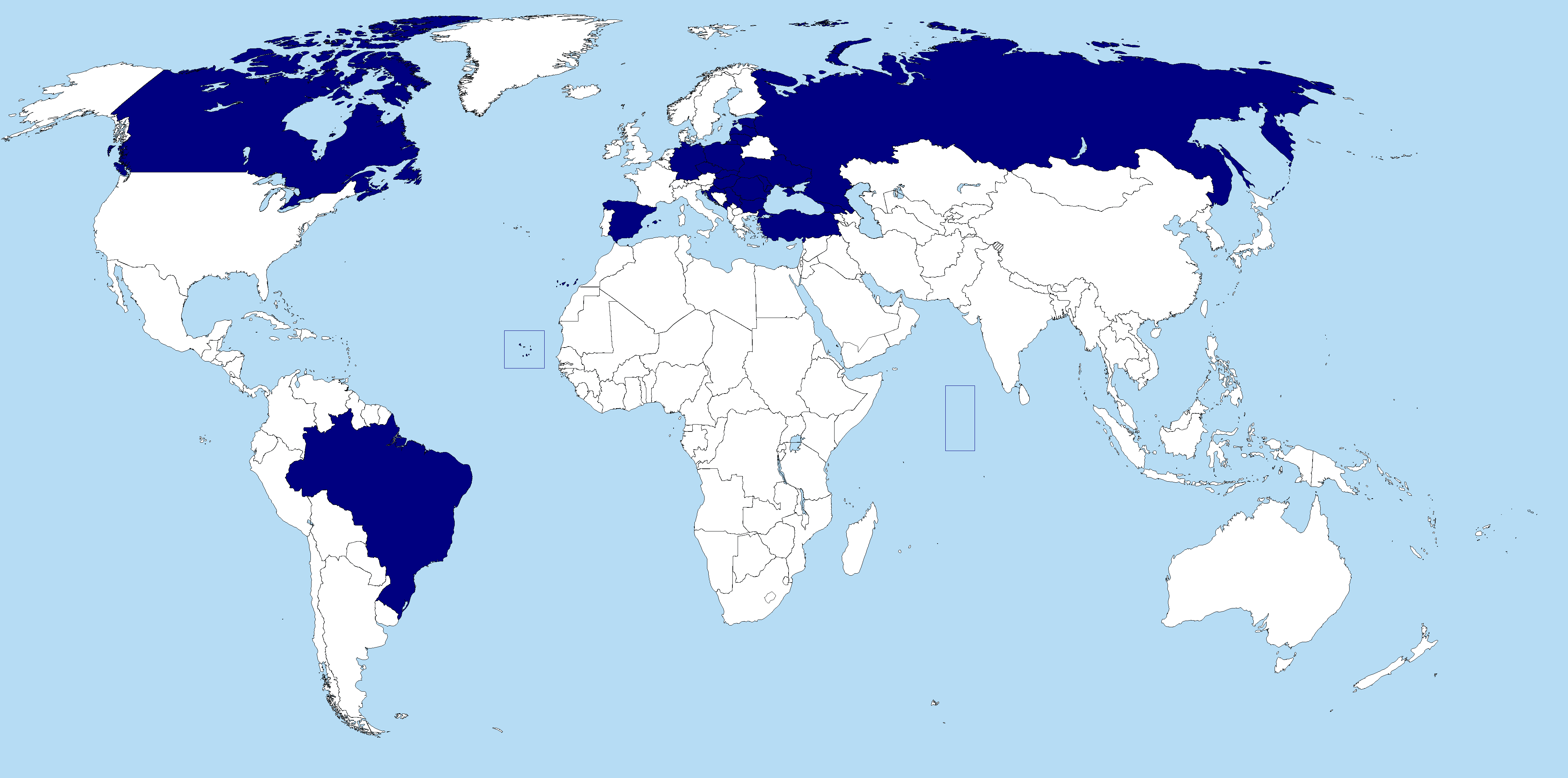
In 23 Ländern wurde Staatstrauer angeordnet.

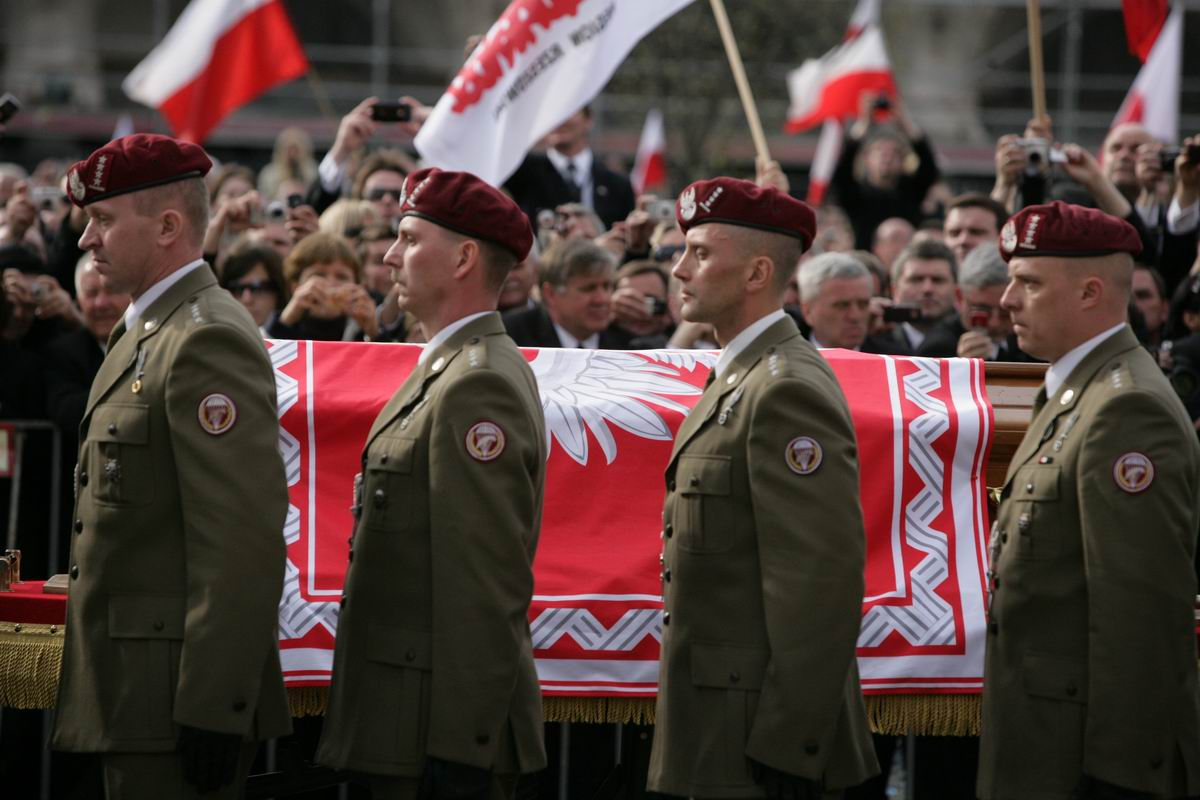
Bestattung der Kaczyńskis in Krakau

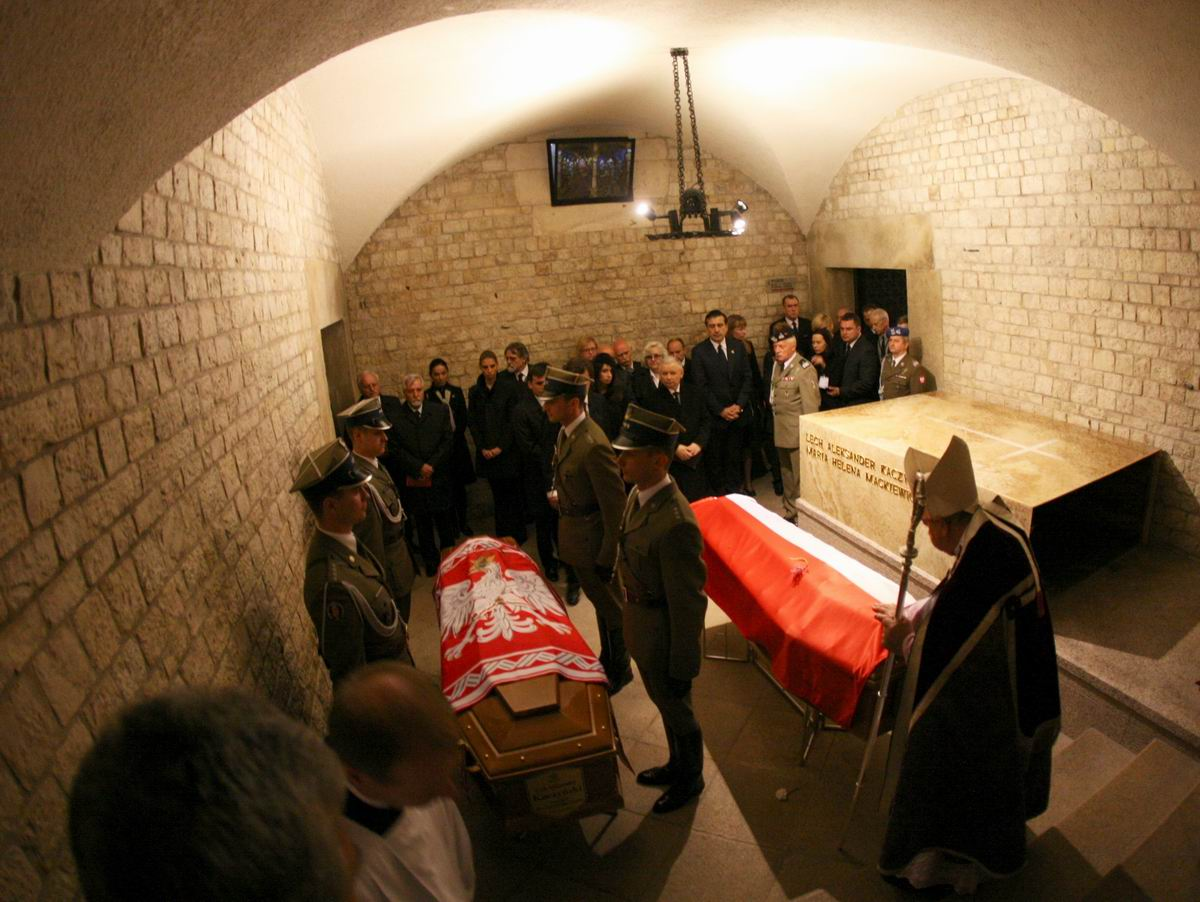
Bestattung der Kaczyńskis auf der Burg Wawel

Kaczyńskis Leichnam wurde am 11. April 2010 nach Polen überführt. Der Sarg wurde in der Kapelle des Präsidentenpalastes in Warschau aufgebahrt. Maria Kaczyńskas Sarg erreichte wegen einer aufwändigeren Identifizierung erst zwei Tage später Warschau. Die Bürger konnten entlang einer Wagenkolonne Abschied nehmen und an den Särgen kondolieren. Am 17. April 2010 begannen die offiziellen Trauerfeierlichkeiten. Am Morgen um 08:56 Uhr wurde landesweit mit einer Schweigeminute gedacht. Auf dem Piłsudski-Platz in Warschau fand eine große Andacht statt. Dort wurde ein Altar aufgestellt, im Hintergrund waren großdimensionierte Bilder aller Unfallopfer abgebildet, und es wurden alle Namen der Opfer einzeln verlesen.
Die Trauerfeier fand am 18. April 2010 in der Krakauer Marienkirche statt. Auf dem Marktplatz und vor Großleinwänden auf den Błonia-Wiesen und dem Sanktuarium Łagiewniki verfolgten rund 150.000 Menschen die Zeremonie. Es waren zahlreiche hochrangige Politiker aus dem Ausland eingeladen, die aber teilweise ihren Besuch wegen der Sperrung der meisten europäischen Flughäfen infolge des Ausbruchs des Eyjafjallajökull absagen mussten. Hierzu gehörten unter anderem die Schweizer Bundespräsidentin Doris Leuthard, US-Präsident Barack Obama und die deutsche Bundeskanzlerin Angela Merkel. Als Vertreter Deutschlands nahmen Bundespräsident Horst Köhler und Bundesaußenminister Guido Westerwelle an der Trauerfeier teil.
Das Ehepaar Kaczyński wurde auf der Burg Wawel in Krakau beigesetzt. Kardinal Stanisław Dziwisz, der als Metropolit von Krakau über Beisetzungen auf dem Wawel befindet, billigte auf Wunsch der Familie Kaczyński die Bestattung. Der Ort der Beisetzung ist in Polen umstritten: Der Wawel ist eines der bedeutendsten nationalen Symbole und war einst politisches und religiöses Zentrum des polnischen Reiches. Kritiker monierten, der ehemalige Präsident hätte nicht neben Königen und Nationalhelden beerdigt werden sollen.
Ein Kreuz, das zum Gedenken an die Opfer vor dem Präsidentenpalast aufgestellt worden war, war im August 2010 Anlass von Demonstrationen von Gegnern und Befürwortern des Kreuzes. Die Gegner forderten, dass das Kreuz seinen Platz in einer Kirche finden solle. Am 16. September 2010 wurde das Kreuz zunächst in die Kapelle des Präsidentenpalastes gebracht und später in die St.-Anna-Kirche.

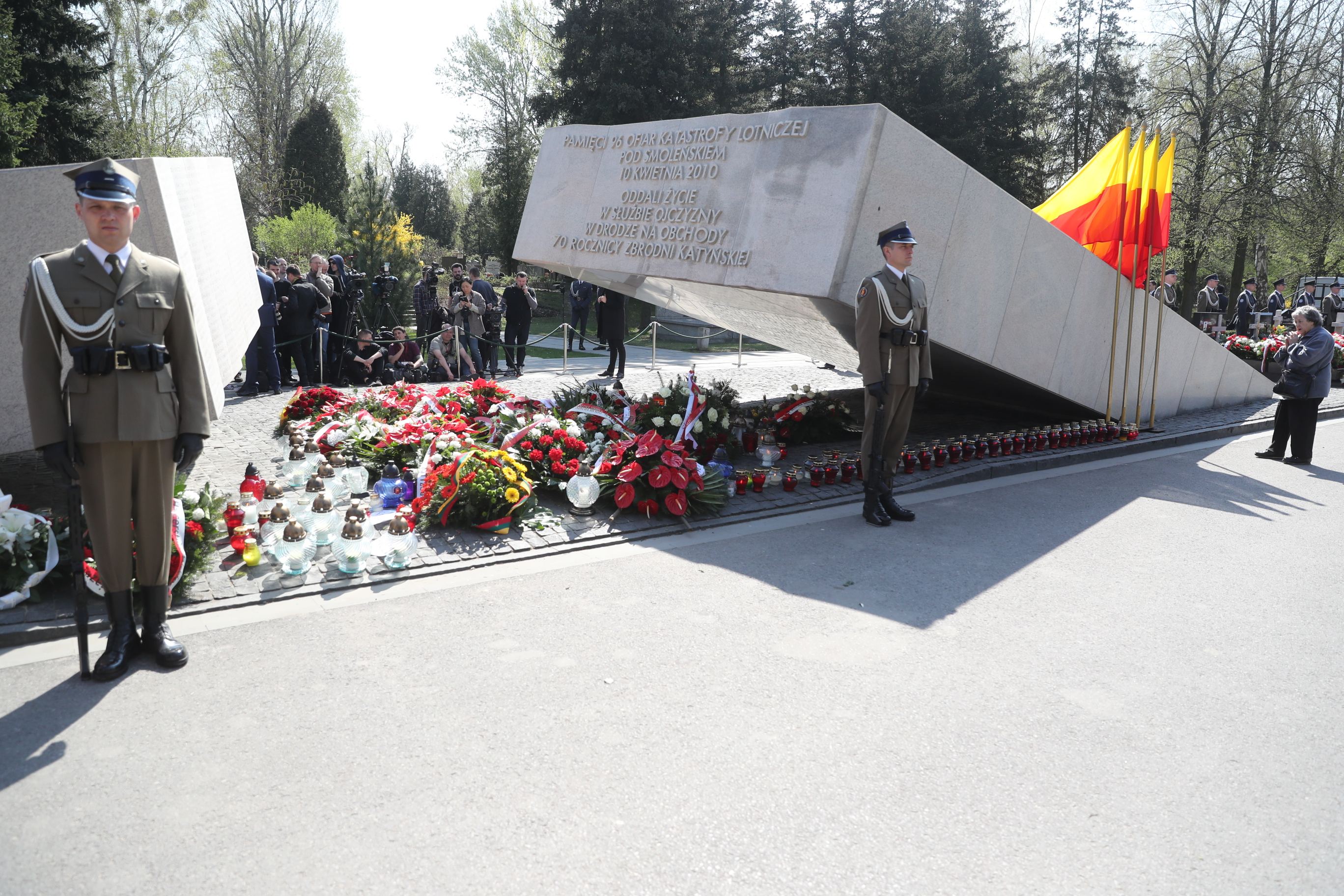
Denkmal für die Opfer des Flugunfalls auf dem Powązki-Militärfriedhof

Am 10. November 2010 weihte Erzbischof Kazimierz Nycz auf dem Warschauer Powązki-Friedhof ein Denkmal für die Opfer ein. Das Denkmal besteht aus einem weißen in zwei Hälften gebrochenen Granitblock, auf dessen Bruchstelle die Namen der Opfer stehen. Zu den Teilnehmern der Zeremonie gehörte Staatspräsident Komorowski, Jarosław Kaczyński nahm nicht teil.
Am 24. September 2012 wurde nach der Exhumierung zweier weiblicher Opfer des Unfalls bekannt, dass die sterblichen Überreste von Anna Walentynowicz und Teresa Walewska-Przyjałkowska vertauscht worden waren. Die Militärstaatsanwaltschaft hatte die Exhumierungen angeordnet, weil neue Unterlagen, die sie von der russischen Seite erhalten hatte, eine mögliche Falschidentifizierung durch Familienangehörige möglich erscheinen ließen. Zuvor hatten bereits Exhumierungen dreier weiterer Opfer keine Unstimmigkeiten ergeben. Die Exhumierung der beiden Frauen war begleitet von Demonstrationen unter Teilnahme von PiS-Abgeordneten und Vorwürfen, dass die Regierung nur weitere Spuren vertuschen wolle. Die Militärstaatsanwaltschaft kündigte an, bis Ende 2012 weitere Exhumierungen vornehmen zu wollen.
Monatliche Kranzniederlegungen
Seit dem ersten Jahrestag des Flugzeugabsturzes am 10. April 2011 versammelten sich Jarosław Kaczyński und eine Gruppe seiner Anhänger am 10. Tag jedes Monats, um vor dem Präsidentenpalast in Warschau einen Kranz für die Opfer niederzulegen. Nach der Errichtung des Denkmals für die Opfer auf dem Piłsudski-Platz in Warschau 2018 traf sich die Gruppe dort. Dabei kam es immer wieder zu Auseinandersetzungen mit Gegendemonstranten, die propagierten, dass Lech Kaczyński nicht als Opfer, sondern als Verantwortlicher für die Landung im Nebel gelten sollte.

## Politische Reaktionen

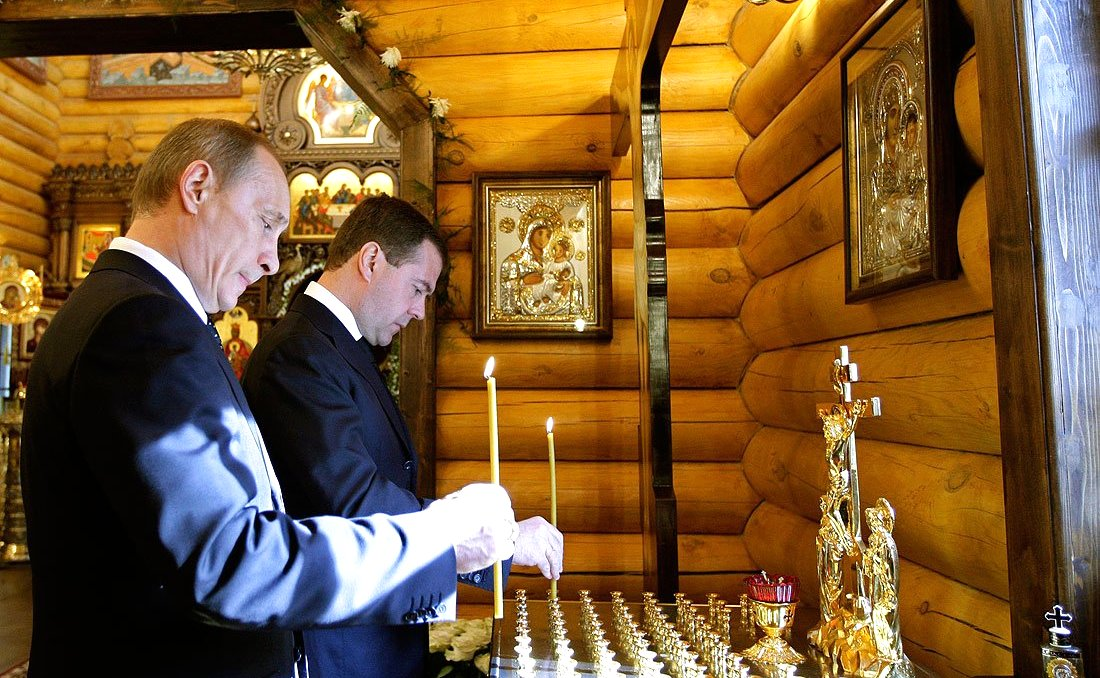
Medwedew und Putin beim Entzünden von Trauerkerzen

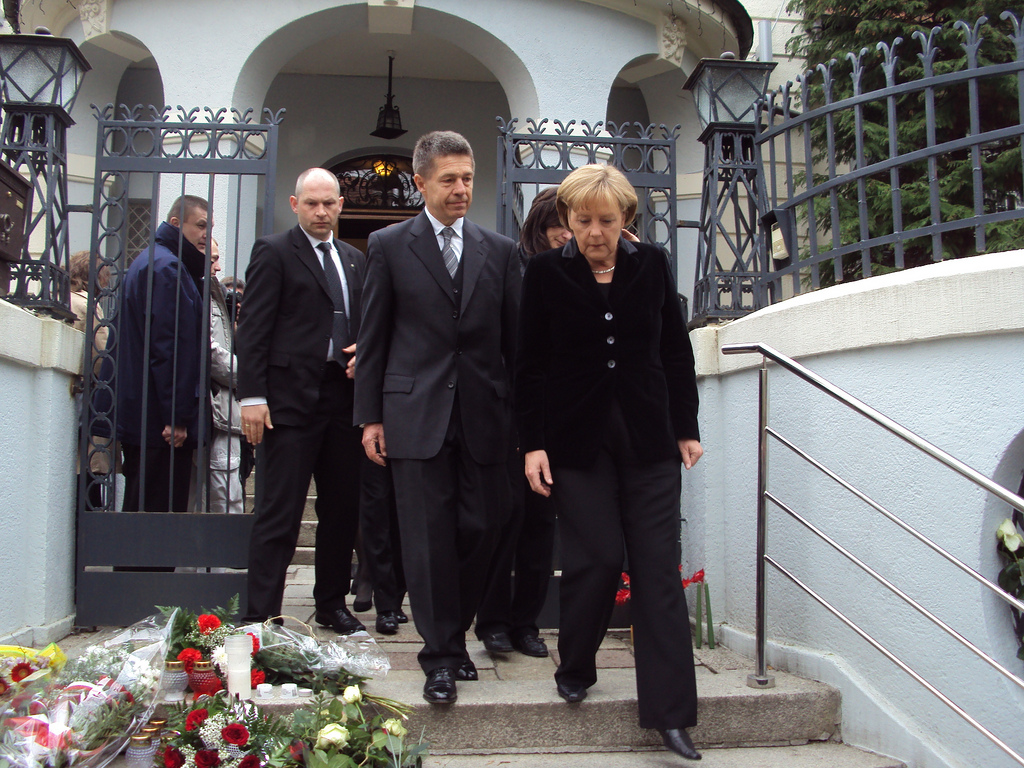
Bundeskanzlerin Merkel beim Verlassen der polnischen Botschaft in Berlin

Bis in die Gegenwart ist das polnisch-russische Verhältnis durch das Massaker von Katyn eingetrübt. Das Ereignis des Jahres 1940 war bis 1989 das größte Tabu in der Volksrepublik Polen und andererseits ein Symbol der Verlogenheit der kommunistischen Propaganda. 1990 hatte erstmals Michail Gorbatschow Stellung bezogen, indem er bestätigte, dass die Morde von sowjetischer Seite begangen wurden. Mit der Anwesenheit von Putin war die Katyn-Gedenkveranstaltung am 7. April 2010 die erste, an der ein Mitglied der russischen Staatsführung teilnahm. Putin gedachte dort allgemein der „Opfer des Stalinschen Terrors“, was von der polnischen Bevölkerung – in Erwartung einer nach wie vor ausstehenden Entschuldigung – teilweise verbittert aufgenommen wurde.
Angesichts des geografischen und inhaltlichen Zusammenhangs der Ereignisse Massaker und Flugunfall sprachen manche Kommentatoren vom „Fluch von Katyn“. Auch erste Reaktionen aus dem Volk, unter ihnen Aleksander Kwaśniewski und Lech Wałęsa, verglichen die Folgen des Flugunfalls mit den Morden von 1940, da „erneut die politische Elite ums Leben gekommen“ sei. Kritische Stimmen wiesen darauf hin, dass der neue, teilweise Verlust der politischen Führung nur eingeschränkt Analogien zu dem damaligen Massaker aufweist und man diesen Vergleich aus Respekt für die Opfer der Mordaktion nicht überstrapazieren solle. So handelte es sich 1940 um insgesamt etwa 22.000 Menschen, die bewusst ermordet wurden. Ab 1945 fand der Wiederaufbau Polens unter diesen extrem erschwerten Bedingungen statt. Vor einem derartigen Neuanfang stehe das heutige Polen nicht. Trotz der Tragödie konnten die Amtsgeschäfte umgehend mit Stellvertretern besetzt werden; die politische und auch wirtschaftliche Situation blieben stabil.
Ein stetiges Anliegen Kaczyńskis war, die gemeinsame Geschichte nicht in Vergessenheit geraten zu lassen: Bezogen auf das nationalsozialistische Deutsche Reich war das Symbol dafür der Warschauer Aufstand, im Hinblick auf die stalinistische Sowjetunion war es das Massaker von Katyn.
Im angespannten Verhältnis zwischen Russland und Polen reagierte der damalige russische Präsident Dmitri Medwedew auf den Unfall umgehend und setzte einen Tag Staatstrauer an. Auch teilte er mit, eine Untersuchungskommission für den Flugunfall unter dem Vorsitz von Ministerpräsident Putin einberufen zu haben; außerdem beauftragte er die Minister für Zivilschutz und Verkehr, Sergei Schoigu und Igor Levitin, die Unfallstelle persönlich zu begutachten. Die russische Generalstaatsanwaltschaft leitete ein Ermittlungsverfahren ein.
Weltweit kondolierten Staats- und Regierungsoberhäupter. Polens Ministerpräsident Donald Tusk kündigte eine Krisensitzung an, und für das gesamte Land wurde eine einwöchige Staatstrauer angeordnet. In Warschau versammelten sich tausende Trauernde, um vor dem Präsidentenpalast Blumen niederzulegen und gemeinsam zu beten.

## Flugunfalluntersuchungen

### Zusammensetzung der Untersuchungskommission
Der russische Präsident Dmitri Medwedew setzte noch am 10. April 2010 eine Regierungskommission zur Ermittlung der Unfallursache unter Leitung von Ministerpräsident Wladimir Putin ein. Die technische Unterkommission wurde vom stellvertretenden Ministerpräsidenten Sergei Iwanow geleitet.
Die Flugunfalluntersuchung nach dem Regelwerk der International Civil Aviation Organization (ICAO) führten Spezialisten des russisch dominierten Zwischenstaatlichen Luftfahrtkomitees (MAK) durch. An der Untersuchung waren teilweise Fachleute der polnischen Behörde für Flugunfalluntersuchungen (Komisja Badania Wypadków Lotniczych Lotnictwa Państwowego) beteiligt.
Weitere Arbeitsgruppen waren mit der Identifizierung der Opfer und der strafrechtlichen Untersuchung beauftragt.

### Untersuchungsergebnisse
Am 19. Mai 2010 veröffentlichte die russische Untersuchungskommission einen vorläufigen Untersuchungsbericht. Eine Explosion oder ein Brand an Bord konnte ausgeschlossen werden. Die Triebwerke waren bis zum Unfall intakt.
Nach Feststellung des MAK hatte das Flugzeug 1050 Meter vor der Landebahn und 40 bis 45 Meter links von der Endanfluglinie einen ersten Kontakt mit Bäumen. 200 Meter weiter traf das Flugzeug einen weiteren Baum mit dem linken Flügel, rollte wegen einseitigen Auftriebsverlusts linksherum und prallte in Rückenlage auf den Boden auf, wobei es völlig zerstört wurde. Das Trümmerfeld erstreckte sich auf den Bereich von 350 bis 400 Meter vor der Landebahn und 150 Meter links der Endanfluglinie.
Am 1. Juni 2010 veröffentlichte das polnische Innenministerium auf seiner Webseite eine Abschrift der Aufzeichnungen des Flugschreibers im Cockpit. Die Auswertung ergab, dass es keinen Brand an Bord gab, keine Motorprobleme, keine Aussetzer bei der Bordnavigation und auch keinen Terroranschlag.

#### Untersuchungsbericht des MAK
Der vorläufige Untersuchungsbericht des MAK wurde im Oktober 2010 an die zuständige polnische Behörde für Flugunfalluntersuchungen übermittelt. Diese schickte im Dezember etwa 150 Seiten mit Bemerkungen an Russland zurück. Nach polnischen Angaben seien den polnischen akkreditierten Experten, welche die Untersuchungen begleiten sollten, zahlreiche wichtige Beweismittel vorenthalten worden. Polnische Hinweise auf Fehler der Fluglotsen sowie auf den zum Teil schlechten technischen Zustand der Ausrüstung des Flughafens und auch auf fehlende Informationen zum Katastrophenmanagement und zum Verlauf der Rettungsaktion wurden als unwichtig eingestuft. Am 12. Januar 2011 wurde der Abschlussbericht in Moskau der Öffentlichkeit vorgestellt.
Als unmittelbare Unfallursache nennt der Untersuchungsbericht, dass die Besatzung sich nicht rechtzeitig zum Anfliegen eines Ausweichflugplatzes entschied, obwohl sie über eine deutliche Unterschreitung der zulässigen Wetterminima in Smolensk informiert war, und dass sie ohne Erdsicht erheblich die Mindestsinkflughöhe unterschritt, ohne auf die TAWS-Warnungen zu reagieren. Deshalb wurde das Flugzeug durch Controlled flight into terrain zerstört und der Tod der Insassen verursacht. Die Kommission schließt aus flugpsychologischen Untersuchungen, dass die Anwesenheit des Oberbefehlshabers der polnischen Luftwaffe, Andrzej Błasik, im Cockpit den Kommandanten psychisch unter Druck gesetzt habe, trotz unangemessener Risiken einen Landeanflug zu versuchen. Als systemische Ursachen werden erhebliche Mängel in der Organisation des Flugbetriebs und in der Flugvorbereitung der Besatzung genannt. Neben der unzureichenden Vorbereitung und Ausbildung der Besatzung wies die MAK-Vorsitzende Tatjana Anodina darauf hin, dass Protokollchef Mariusz Kazana und Generalleutnant Andrzej Błasik das Cockpit vor dem Landeanflug aufgesucht hatten, was den Druck auf die Piloten erhöht hätte, „unter nicht angemessenen Bedingungen“ zu landen. Im Blut des Kommandeurs der polnischen Luftstreitkräfte, Błasik, seien 0,6 Promille Alkohol festgestellt worden. Ein Fehlverhalten der Fluglotsen sahen die russischen Ermittler nicht.
Der russische Report wurde von Seiten Polens heftig kritisiert. Jarosław Kaczyński, der Bruder des ums Leben gekommenen Präsidenten, sagte, die Darstellung bedeute „eine Verhöhnung Polens“. Ministerpräsident Donald Tusk nannte den Bericht unvollständig, weil darin die polnischen Anmerkungen nicht berücksichtigt worden seien. Polen stelle die wichtigsten Feststellungen des MAK aber nicht in Frage.
Der polnische Innenminister Jerzy Miller sagte in der Pressekonferenz am 18. Januar 2011, die polnische Seite wolle die Fehler der Piloten nicht beschönigen, im MAK-Bericht fehle aber Vieles. So hätten die Fluglotsen in den letzten zwei Minuten vor dem Unfall den Piloten sechsmal bestätigt, dass sie sich auf dem richtigen Kurs und in der richtigen Höhe zur Landebahn befänden. In Wirklichkeit habe die Abweichung in der Höhe teilweise 130 Meter und zur Seite 80 Meter betragen. Die Maschine habe bei diesen Angaben angesichts der schlechten Sicht keine Chance gehabt, die Landebahn zu treffen. Gleichzeitig habe der Navigator an Bord übersehen, dass sich in der Einflugschneise eine langgezogene Talsenke befindet, was eine falsche Einschätzung der aktuellen Höhe und letztlich im kritischen Moment eine verzögerte Entscheidung über den Abbruch des Anfluges verursacht habe.
Den polnischen Experten zufolge hätten die Fluglotsen etwa elf Sekunden eher als geschehen die Piloten auffordern müssen, die Maschine hochzuziehen.
Der russische Untersuchungsbericht weist dagegen darauf hin, dass die Luftverkehrskontrolle den von der Besatzung geforderten Anflugversuch nur bis zu einer Höhe von 100 Meter über Grund freigegeben und keine Landefreigabe erteilt habe. Aufgrund der Regelungen des russischen Luftfahrthandbuchs für internationale Flüge liege die Verantwortung für die Sicherheit ausschließlich bei der Besatzung, die über die Unterschreitung der Wetterminima informiert gewesen sei.
Nach den polnischen Veröffentlichungen mit bisher unbekanntem Ton- und Filmmaterial aus Smolensk publizierte anschließend das MAK am 18. Januar 2011 in Moskau das komplette Stenogramm der Gespräche der russischen Fluglotsen aus dem Tower, das auf eine angespannte, chaotische Atmosphäre und auf einen direkten Druck auf die Lotsen hinweist. Die russische Regierung wollte den Eindruck vermeiden, sie habe Präsident Kaczyński die Reise nach Katyn verboten.

#### Polnischer Untersuchungsbericht
Die polnische Untersuchungskommission für Flugunfälle (Komisja Badania Wypadków Lotniczych Lotnictwa Państwowego – KBWLLP) legte am 29. Juli 2011 ihren Abschlussbericht zu den Unfallursachen vor. Die Medien schrieben fortan unter Bezug auf den Auftraggeber, Innenminister Jerzy Miller, kurz vom „Bericht der Miller-Kommission“.
Demnach war das Unterschreiten der Mindestentscheidungshöhe mit einer zu hohen Sinkrate in schlechten Wetterbedingungen ohne Sichtkontakt zum Boden sowie der verspätete Abbruch des Landeanfluges ursächlich für den Unfall (S. 318). Als weitere Umstände, die zu dem Unfall beigetragen haben, werden angeführt: Die Piloten hätten beim Anflug einen falschen Höhenmesser (Funkhöhenmesser statt des barometrischen Höhenmessers) benutzt, der nicht die Höhe über der Landebahn, sondern über dem Boden maß. Es wurde versäumt, auf die Anweisung „pull up“ des TAWS zu reagieren. Es wurde versucht, den Abbruch des Landeanfluges im Automatikmodus durchzuführen, obwohl die technischen Voraussetzungen am Flughafen nicht gegeben waren. Die (russische) Anflugkontrolle habe der Besatzung die korrekte Position des Flugzeuges in Relation zur Landebahn und zum Gleitweg bestätigt, obwohl sich das Flugzeug tatsächlich außerhalb der zulässigen Toleranzen befand. Die Anflugkontrolle versäumte es außerdem, die Besatzung rechtzeitig zum Abbruch des Landeanfluges aufzufordern. Als mitbeteiligte Faktoren werden mangelhaftes Training, mangelhafte Koordination innerhalb der Besatzung, mangelhafte Flugvorbereitung, mangelhafte Zusammenstellung der Besatzung und diverse weitere Organisationsmängel genannt. Insgesamt stellt die Kommission auf den Seiten 300–314 über 160 einzelne Mängel im Zusammenhang mit dem Unfallflug fest.
Im Gegensatz zum russischen Bericht geht nach Ansicht der polnischen Ermittler der Unfall teilweise auch auf Fehler der russischen Seite zurück. Neben den angeführten Fehlern der russischen Anflugkontrolle wird auch festgestellt, dass die Landebahn schlecht beleuchtet und die Sicherheitszone vor der Landebahn unzureichend von Bäumen und Sträuchern befreit war.
Die Anwesenheit dritter Personen im Cockpit wird im Bericht nicht thematisiert. Zwar ist eine gelegentliche Kommunikation zwischen Passagieren und der Besatzung dokumentiert, Zusammenhänge zwischen der Anwesenheit hochrangiger Personen und dem Unfallgeschehen werden aber nicht hergestellt. Auch dies ist ein auffälliger Gegensatz zum russischen Bericht.
Der polnische Verteidigungsminister Bogdan Klich trat aufgrund der im Bericht angeführten Mängel im Zusammenhang mit dem Flugunfall von Smolensk zurück.
Am 16. Januar 2012 hat die polnische Militärstaatsanwaltschaft in einer Pressekonferenz die Untersuchungsergebnisse des Institutes für Gerichtsanalysen in Krakau (Instytut Ekspertyz Sądowych im. prof. Jana Sehna) vorgestellt, in denen anhand der erneuten Untersuchungen der Aufzeichnungen der Flugschreiber nachgewiesen wurde, dass die General Błasik im MAK-Bericht zugeschriebene Stimme die Stimme des zweiten Piloten Major Robert Grzywna ist. Somit gibt es keine Beweise für die Anwesenheit Błasiks im Cockpit. Der russische Untersuchungsbericht hatte die Anwesenheit Błasiks für gegeben angesehen, da seine Leiche in der Nähe des Cockpits gefunden worden war. Überdies war Błasik nach einer erneuten Untersuchung im Auftrag der polnischen Staatsanwaltschaft nicht angetrunken, sondern nüchtern.
Am 15. April 2015 gab der Nachrichtensender TVN24 bekannt, dass die Untersuchungsjournalisten im Bericht der Sachverständigen für die Militärstaatsanwaltschaft erfahren haben, dass die Mitglieder der Pilotencrew über keine genügende Erfahrung mit dem Flugzeugtyp Tu-154M verfügten. Nur der erste Pilot verfügte über rudimentäre Russischkenntnisse. Ihre Zeugnisse waren gefälscht. Im Oktober 2015 bekräftigte die Militärstaatsanwaltschaft, dass „falsches Verhalten der Besatzung“ der Grund für den Unfall gewesen sei. Die Militärstaatsanwaltschaft wurde wenig später vom neuen Verteidigungsminister Antoni Macierewicz aufgelöst, die Untersuchung der zivilen Staatsanwaltschaft übertragen.

#### Archäologische Untersuchung der Unfallstelle
Auf Wunsch der Kanzlei des polnischen Ministerpräsidenten Donald Tusk vom 7. Mai 2010 unternahm das Institut für Ethnologie und Archäologie der polnischen Akademie der Wissenschaften, Warschau, im September und Oktober 2010 eine archäologische Untersuchung der Unfallstelle. Das Projekt war durch den international renommierten polnischen Archäologen Marek Dulinicz entworfen worden. Anlass waren wiederholte Berichte, dass zufällige Personen dort zahlreiche Gegenstände aus dem persönlichen Besitz der Opfer (Reisepässe, Kreditkarten, Fotos) sowie menschliche Überreste gefunden haben. Man erwarte auch einen Hinweis auf dieses Ereignis, das für diejenigen, die die Untersuchung führen, von Bedeutung sein könnte. Archäologische Institute der Universitäten Lublin, Warschau, Posen und Breslau waren Partner, die Firmen „GEOPRZEM“ und „Soft-line“ aus Posen gaben technische Hilfen. Das polnische Außenministerium unterstützte das Vorhaben, ein Warschauer Staatsanwalt war während der Untersuchungen zugegen. Mehrere Mitarbeiter des russischen MTschS (Ministerium Zivilschutz, Notfallsituationen etc., Chef: Sergei Schoigu) begleiteten die Arbeiten.
Bereits am 21. Mai 2010 hatte die Militärstaatsanwaltschaft Warschau in Moskau Rechtshilfe beantragt. Erst Ende September lag die Genehmigung der russischen Behörden vor. Vom 29. September bis 2. Oktober gab es eine vorbereitende Besichtigung der Unfallstelle; die eigentliche Untersuchung fand zwischen dem 13. und dem 27. Oktober statt. Es wurden sowohl Oberflächenprospektionen (Absuchen) als auch Detektorsondierungen im Untergrund durchgeführt. Das Untersuchungsgebiet wurde als längsovale Fläche von 270 m Länge und 40 m Breite festgelegt und in zwei Streifen A und B unterteilt. Es wurden 10.000 Funde, zumeist Flugzeugteile, gesammelt und kartiert, 20.000 weitere Funde durch Detektor erkannt. Die Gruppe rechnet mit etwa 60.000 Teilen, in die das Flugzeug geborsten ist.
Auffällig war, dass im östlichen Teil des Streifens B zur Straße hin keine Gegenstände menschlicher Ausrüstung gefunden wurden. Die fast ausschließlichen Flugzeugteile waren sehr kleinteilig, verrußt und wiesen auf der Oberfläche Kratzer auf.Die 20-30 m von der Straße entfernten Bruchstücke waren stark verbrannt und wiesen zahlreiche Rußspuren auf. Einige der entlang der Straße unter großen Bäumen gefundenen Bruchstücke hatten scharfe Kanten, waren gebrochen und verbogen. Alle Funde wurden verpackt und der russischen Seite übergeben (ebenso 38 Knochenreste sowie Bodenproben). Eine zugesagte Übergabe an Polen fand nicht statt.
Für den Bereich östlich der Straße zur Birke hin, dem für die Unfallursache wichtigsten archäologischen Quellenareal, gab es keine Prospektionserlaubnis. Die Archäologen machten dort nur einen lokalen Besuch.

### Anschlagstheorien
Kurz nach dem Unfall wurden (speziell aus nationalkonservativen Kreisen) Vermutungen geäußert, dass es sich beim Flugunfall um ein Attentat auf Präsident Kaczyński gehandelt haben könnte. So wurde etwa spekuliert, dass die russische Seite das Navigationssystem gestört hätte oder dass das Flugzeug mittels Laserstrahlen oder einem elektromagnetischen Puls zum Absturz gebracht worden sei. Die Ansicht, das Flugzeug sei absichtlich zerstört worden, wurde in der Anhängerschaft der PiS („Recht und Gerechtigkeit“) und ihr nahe stehender Kreise verbreitet. Aufsehen erregte ein Film, der mit einem Smartphone kurz nach dem Unfall an der Unfallstelle aufgenommen und bald auf YouTube zu sehen war. Der etwa eineinhalb Minuten lange Film zeigt das zerstörte Wrack der Tu-154, zu hören sind Sirenen und Geschrei. Verschwörungstheoretiker, darunter auch Antoni Macierewicz und Zbigniew Girzyński, glauben, auf dem Film Schüsse zu hören und die Silhouetten von Russen zu erkennen, welche Überlebende des Unfalls exekutieren. Der Film tauchte schnell in zahlreichen bearbeiteten Fassungen auf, welche die Aufmerksamkeit auf die vermeintlichen Schüsse und Exekutoren lenken sollten. Der polnische Inlandsgeheimdienst ABW und Wissenschaftler konnten dies jedoch nicht verifizieren. Minister Macierewicz erklärte auch eines Tages vor laufenden Kameras, dass die Russen drei überlebende Passagiere in unbekannter Richtung entführt hätten, konnte jedoch deren Namen nicht nennen.
Infolge der Zweifel an der offiziellen Version der Geschehnisse wurde im Juli 2010 von PiS-Parlamentsabgeordneten eine Parlamentariergruppe unter Vorsitz von Antoni Macierewicz gegründet, welche den Flugunfall untersuchen und aufklären sollte. Die Gruppe präsentierte am 10. August 2012 einen Untersuchungsbericht. In diesem wurde nicht nur die Regierung aus den zuvor genannten Gründen für die Katastrophe mitverantwortlich gemacht, sondern auch auf Grundlage der Untersuchungen von im Ausland lebenden polnischen Wissenschaftlern, die als unabhängige Experten herangezogen worden waren, behauptet, dass der Unfall nicht so vor sich gegangen sein könne, wie es die offizielle Version darstelle. Vielmehr sei von einem Anschlag auszugehen, da das Flugzeug vor dem Aufschlag von zwei Explosionen erschüttert worden sei. Der Bericht stützt sich wesentlich auf einen im April 2012 von der australischen Firma Analytical Service Company Ltd. des Exilpolen Grzegorz Szuladziński erstellten Untersuchungsbericht, nach dessen Veröffentlichung Antoni Macierewicz von einem „kaltblütigen Mord“ und einer Mitwisserschaft der Regierung Tusk sprach und Jarosław Kaczyński die Flugzeugkatastrophe mit den Anschlägen vom 11. September 2001 verglich und auf möglicherweise polnische Urheber zurückführte. Der Journalist Tomasz Machała, der unter anderem für den Fernsehsender TVN24 und die Wochenmagazine Wprost und Newsweek Polska arbeitet, zog die Glaubwürdigkeit des „Szuladziński-Berichts“ in Zweifel und wies darauf hin, dass die Firma Analytical Service Company Ltd. ihren Sitz in einem Privathaus habe und von Szuladziński und seiner Ehefrau als Zwei-Personen-Betrieb mit einem Stammkapital von zwei australischen Dollar geführt werde, was als Hinweis auf die mangelnde Seriosität der Expertise gewertet wurde.
Die Parlamentariergruppe unter Antoni Macierewicz verbreitete im Zeitraum 2010 bis 2014 viele, oft widersprüchliche Theorien über die Ursachen der Katastrophe, wie künstlicher Nebel, eine Wolke aus Helium, eine oder mehrere Sprengladungen im Flugzeugrumpf, ein von der Erde gesteuertes Ausschalten aller Bordanlagen usw. Der Zusammenstoß mit einer Birke, der zum Verlust des linken Flügels führte, wurde heftig verneint. Im Oktober 2013 sorgte einer der Experten Macierewiczs für Aufsehen, als er einräumen musste, dass er ein von ihm zitiertes russisches Dokument in Wirklichkeit nie gesehen habe, dass es keinerlei Beweise für dessen Existenz gebe und er bei einer Sendung des nationalkatholischen Kanals Trwam nur mit einem gewöhnlichen Blatt Papier gewedelt habe.
Die Version, es habe sich um ein Attentat gehandelt, ging in den Kanon der politischen Rechten in Polen ein. In liberalen und links orientierten Kreisen wurden diese Theorien als „Smolensker Religion“ (religia smoleńska) verspottet. Außenminister Radosław Sikorski nannte Macierewicz aufgrund dessen vehementer Verbreitung einer Anschlagstheorie im April 2012 einen „Hysteriker und Stümper, der Polen und Russen sowie unsere beiden Länder gegeneinander aufhetzt“, und erinnerte daran, dass sogar Präsident Kaczyński wenig Vertrauen in Macierewiczs Arbeit gehabt habe.
Am 27. Oktober 2012 wurde der Bordtechniker Remigiusz Mus erhängt aufgefunden. Mus war 2010 eine Stunde vor dem Präsidentenflugzeug in einer polnischen Jak-40 mit Journalisten an Bord in Smolensk gelandet. Er soll in Vernehmungen ausgesagt haben, er habe vor dem Unfall Explosionen gehört.
In der Tageszeitung „Rzeczpospolita“ veröffentlichte Cezary Gmyz am 30. Oktober 2012 einen Artikel mit der kontroversen Behauptung, dass der Flugunfall bei Smolensk durch einen Sprengstoffanschlag mit TNT verursacht worden sei.
Am 27. März 2015 veröffentlichte die polnische Militärstaatsanwaltschaft einen Bericht, in dem die Attentatstheorien nicht bestätigt werden. Die Hauptschuld am Unfall wird in diesem Bericht den polnischen Piloten gegeben, die im Nebel zu tief geflogen seien, sowie zwei russischen Flughafenmitarbeitern, die den Flughafen Smolensk trotz des Nebels nicht geschlossen haben sollen.
Am 7. April 2015 erschien im kommerziellen Rundfunksender RMF FM eine Nachricht, dass aufgrund der Auswertung einer neuen, mit achtmal höheren Auflösung erfolgten Überspielung der Tonaufnahme vom Flugschreiber mit einem um 1/3 erweiterten Inhalt neue Tatsachen festgestellt wurden. Unter Berufung auf Experten, die an der Auswertung beteiligt waren, berichtete der Sender, dass bis zum Schluss der Oberkommandierende der Luftstreitkräfte, General Andrzej Błasik, sich vorschriftswidrig im Cockpit aufgehalten und offenkundig die Piloten zur Landung gedrängt habe.
Im April 2022 erklärte Jarosław Kaczyński zum wiederholten Mal, er habe keine Zweifel daran, dass sein Bruder Opfer eines Attentats geworden sei.
Im Dezember 2024 stellte die Staatsanwaltschaft die Untersuchungen wegen eines Bombenanschlags ein. Zur Begründung wurden drei unabhängig voneinander erstellte Expertisen angeführt: Ein britisches und ein italienisches Labor hätten in 89 von 239 Proben aus Wrackteilen lediglich minimale Spuren von Stoffen entdeckt, die auch in Sprengmaterial vorhanden sein können, doch hätte die festgestellte Menge in keinem Fall für eine Explosion ausgereicht. Ein irisches Labor konnte keinerlei Spuren von Sprengstoff in den untersuchten Proben feststellen.

### Wiederaufnahme der Untersuchungen
Der seit dem 6. August 2015 amtierende neue polnische Staatspräsident Andrzej Duda forderte im November 2015 eine Neuuntersuchung der Unfallursache. In einem Brief an die Teilnehmer einer Konferenz zu dem Flugunfall erklärte er, bei dem Bericht der Miller-Kommission handle es sich nur um „Hypothesen, die aber einer Konfrontation mit Fakten nicht standhalten“. Die Untersuchung müsse also als „nicht abgeschlossen“ betrachtet werden. An der Konferenz nahmen Wissenschaftler und Publizisten teil, die Antoni Macierewicz, mittlerweile zum Verteidigungsminister ernannt, damit beauftragt hatte, Beweise für die These vorzulegen, dass nur „Explosionen im Inneren der Konstruktion“ als Unfallursache in Frage kommen. Wenige Tage später nahm das Innenministerium die Webseite mit dem Bericht der Miller-Kommission aus dem Internet.
Am 4. Februar 2016 berief der Verteidigungsminister der PiS-Regierung, Antoni Macierewicz, eine neue Kommission mit bis etwa 60 Mitgliedern unter der Leitung von Wacław Berczyński. Als Berczyńskis Vertreter wurden Bogdan Gajewski und Kazimierz Nowaczyk ernannt. Die Kommission zählt achtzehn Mitglieder. Der erste öffentliche Auftritt aller Kommissionsmitglieder fand am 15. September 2016 im Ministerium für Nationale Verteidigung statt. Die Journalisten konnten die Aussagen einzelner Kommissionsmitglieder anhören, aber keine Fragen stellen. Der neue Justizminister Zbigniew Ziobro löste die bislang für die Untersuchung zuständigen Militärstaatsanwälte ab und degradierte sie.
Am 14. November 2016 begann die polnische Staatsanwaltschaft mit der Exhumierung von Opfern des Flugunfalls, u. a. um die Identität der Opfer endgültig festzustellen, weil die Ergebnisse der in Russland unmittelbar nach der Katastrophe durchgeführten Leichenöffnungen in Frage gestellt wurden. Jedoch sprachen sich polnische Angehörige gegen die geplante Exhumierung der Opfer aus. Dass diese aus ihren Gräbern geholt werden sollen, sei „rücksichtslos und grausam“, zitierte der polnische Rundfunk aus dem Appell an Regierungs- und Kirchenvertreter. Ihn unterschrieben mehr als 200 Angehörige der Opfer. Bei der im November 2016 erfolgten erneuten Untersuchung der Leichen von Lech und Maria Kaczyński wurden für Verkehrsunfälle typische Knochenbrüche, aber keine Spuren eines Sprengstoffes festgestellt.
Am 7. Jahrestag der Katastrophe, dem 10. April 2017, fand eine Pressekonferenz der Berczyński-Kommission statt. Es wurde ein 40-Minuten-Fernsehfilm vorgestellt, der alle bisherigen Anschlagstheorien wiederholt. Als Sprengsatz wurde eine Aerosolbombe genannt. Am 20. April 2017 beendete der Vorsitzende der Berczyński-Kommission, Wacław Berczyński, nach einigen kontroversen Aussagen seine Tätigkeit in der Kommission. Sein Nachfolger wurde Kazimierz Nowaczyk.
Da während der Katastrophe das noch rotierende mittlere Triebwerk in die Passagierkabine hereinfiel, wurden die Körper vieler Opfer zerrissen, was die Identifizierung der Leichenteile erschwerte. Die Leichen wurden in Moskau in geschlossene Särge gelegt, wobei es zur Vertauschung einzelner Leichenteile kam. Am 2. Juni 2017 wurde berichtet: „Im November 2016 begann auf Betreiben von Kaczynskis Zwillingsbruder Jaroslaw, dem mächtigen Chef der PiS, die Exhumierung der Opfer. … In Lech Kaczynskis Sarg wurden Teile von zwei anderen Leichnamen entdeckt.“ Neun Leichen wurden gänzlich vertauscht. In einem Sarg lag der Oberkörper einer Person mit dem Unterkörper einer anderen. Eine Witwe äußerte, der Umgang Russlands mit den Leichen sei „im besten Fall schlampig, im schlechtesten Fall böswillig“ gewesen.
Am 11. Januar 2018 übernahm der vier Tage zuvor als Verteidigungsminister abberufene Macierewicz die Leitung der Kommission nach Kazimierz Nowaczyk. Im April 2018 stellte die Macierewicz-Kommission einen ersten Zwischenbericht vor. Demnach sei das Flugzeug beim Landeanflug durch zwei Explosionen zerstört worden. Die Kommission erklärte den Bericht der Miller-Kommission für ungültig. Die oppositionelle Bürgerplattform (PO) erklärte dazu, der Bericht der Macierewicz-Kommission enthalte „Lügen und falsche Daten“.
Der in Opposition zur Regierungspartei PiS stehende Sender TVN strahlte im September 2022 eine Dokumentation aus, nach der der Macierewicz-Bericht mit Manipulationsabsicht eine Simulation des amerikanischen Instituts für Luftfahrtforschung (National Institute for Aviation Research – NIAR) verschwiegen habe. NIAR zufolge schließen die bisherigen Daten und Untersuchungsergebnisse die Version aus, dass der Unfall Folge einer Bombenexplosion gewesen sei. Es wurde bekannt, dass sogar Mitglieder der von Macierewicz geleiteten Kommission ihm vorwarfen, dokumentarisches Material gefälscht zu haben, um die Version vom russischen Attentat aufrechterhalten zu können.
Der Verteidigungsminister Władysław Kosiniak-Kamysz der seit Dezember 2023 amtierenden Regierung unter Donald Tusk warf unter Berufung auf eine von ihm berufene Expertengruppe im Oktober 2024 Macierewicz vor, dass dessen Bericht Untersuchungsergebnisse verzerrt und manipulativ dargestellt habe. Er teilte mit, dass sich die Staatsanwaltschaft mit den Fälschungen Macierewiczs befassen werde.

### Juristische Aufarbeitung
Der stellvertretende polnische Generalstaatsanwalt Marek Pasionek kündigte am 3. April 2017 an, dass ein Verfahren wegen absichtlicher Verursachung eines Unfalls im Luftverkehr gegen zwei russische Fluglotsen und deren unmittelbaren Vorgesetzten eingeleitet werde. Vizeinnenminister Jarosław Zieliński behauptete, die russischen Fluglotsen hätten parallel zu einer an Bord des Flugzeugs explodierten Bombe gehandelt. Die oppositionelle Bürgerplattform (PO) kritisierte die Erklärungen als innenpolitisch motivierte Propaganda, da die polnische Justiz keinerlei Chancen habe, die drei russischen Offiziere zu vernehmen.
Im September 2020 forderte die polnische Generalstaatsanwaltschaft die Verhaftung dreier russischer Fluglotsen, die vor der Landung in Smolensk gewarnt hatten, wegen „vorsätzlicher Herbeiführung eines Flugverkehrsunfalls“. Russland verweigerte die Auslieferung.
Das Warschauer Bezirksgericht verfügte im November 2022 die vorläufige Festnahme der drei russischen Fluglotsen, zur Begründung wurde der Verdacht auf „vorsätzliche Herbeiführung“ eines Flugzeugabsturzes angeführt. Das Gericht hob somit eine Entscheidung des Amtsgerichts Warschau-Mokotów vom Mai 2022 auf, laut der zwei der drei Fluglotsen zur Fahndung ausgeschrieben werden sollten. Die Bezirksrichter entsprachen Presseberichten zufolge Vorgaben der Landesstaatsanwaltschaft, die unter Kontrolle von Justizminister Zbigniew Ziobro steht. Praktische Folgen hatten die beiden Gerichtsbeschlüsse nicht, da sie nicht vollstreckt werden konnten.

## Auswirkungen auf die Politik Polens
Parlamentspräsident Bronisław Komorowski übernahm entsprechend Artikel 131 der polnischen Verfassung bis zur Wahl eines neuen Präsidenten die Kompetenzen des Präsidenten. Am 4. Juli 2010 wurde er zum neuen Präsidenten gewählt. Unter den Opfern waren zwei Kandidaten für die bevorstehenden Präsidentenwahlen: Neben Amtsinhaber Kaczyński der Sozialdemokrat Jerzy Szmajdziński, der für die SLD antreten sollte.
Unter den Opfern des Flugunfalls waren auch zwei Vizepräsidenten und zwölf weitere Abgeordnete des Sejms sowie ein Vizepräsident und zwei weitere Mitglieder des Polnischen Senats. Viele der Opfer, auch wenn sie nicht der PiS angehörten, waren wie Kaczyński nationalkonservativ eingestellt.
Der ehemalige polnische Staatspräsident Lech Wałęsa kritisierte, dass so viele wichtige Persönlichkeiten gleichzeitig in einem Flugzeug geflogen waren, und verlangte Regeln, die das in Zukunft verhindern sollten. Die bis zu diesem Zeitpunkt bestehenden Regelungen besagen, dass Staatspräsident, Ministerpräsident und Parlamentspräsident nicht im selben Flugzeug reisen dürfen.
Nach Presseberichten befürchtete man in den polnischen Nachrichtendiensten, dass einige der Opfer geheime Dokumente mit sich geführt hätten und diese von der russischen Seite aus den Trümmern geborgen worden seien. Verteidigungsminister Bogdan Klich dementiert diese Möglichkeit aber.
Die Flugzeugkatastrophe führte zu einer noch stärkeren Polarisierung des politischen Lebens in Polen. Während Oppositionsführer Jarosław Kaczyński als Kandidat für das Präsidentenamt bei den nachfolgenden Wahlen versöhnliche Töne anschlug und forderte, den „polnisch-polnischen Krieg“ zu beenden, begann nach seiner knappen Niederlage wieder ein scharfer Konflikt zwischen dem Regierungs- und Oppositionslager um die Deutung der Flugzeugkatastrophe. Die PiS und mit ihr verbundene nationalkonservative Kräfte warfen der Regierung Tusk vor, für den Unfall mitverantwortlich zu sein, da Präsident Kaczyński zur Trauerfeier am 7. April nicht eingeladen war und hierdurch der Termin einer separaten Gedenkveranstaltung am 10. April überhaupt erst zustande gekommen war. Zudem wurde die Vermutung geäußert, dass die russischen Behörden etwas zu vertuschen hätten und die Katastrophe deswegen nicht wirklich aufgeklärt worden sei; der Regierung Tusk wurde vorgeworfen, diesbezüglich zu nachgiebig gegenüber der russischen Seite gewesen zu sein.
Der Regierung sowie dem neuen Präsidenten Bronisław Komorowski wurde mehrfach die Legitimität abgesprochen, Polen zu regieren. So fehlte Jarosław Kaczyński bei der Vereidigung Komorowskis mit der Begründung, dies sei für ihn kein Feiertag der Demokratie, da Komorowski aufgrund des Todes seines Bruders Präsident geworden sei. Zuvor hatte Kaczyński bereits gesagt, Komorowski sei „aus Versehen“ vom Volk gewählt worden. Das nationalkonservative Spektrum, das nach Meinung von Politologen ohnehin einen Hang zu Verschwörungstheorien und zur Polarisierung hat, nahm die Flugzeugkatastrophe und die vermeintliche Verwicklung der Regierung Tusk zum Anlass, die bereits zuvor bekannte Rhetorik vom „richtigen“ bzw. „wahren“ Polen (nationalkonservative und religiöse Kreise) und „Verrätern“ (die Regierung Tusk bzw. die Bürgerplattform) zu verschärfen. Der Parteiausschluss gemäßigter PiS-Mitglieder, darunter Joanna Kluzik-Rostkowska und Paweł Poncyliusz, die Architekten der unerwartet erfolgreichen Wahlkampagne Jarosław Kaczyńskis, sowie die Abspaltung gemäßigterer Gruppierungen unter den Namen Polska Jest Najważniejsza und Solidarna Polska beschleunigten eine Radikalisierung der PiS, die Beobachter bald ins Sektiererische abgleiten sahen. Auf einer Kundgebung zum zweiten Jahrestag der Flugzeugkatastrophe, die vor dem Präsidentenpalast in Warschau stattfand und von der rechtsgerichteten Gazeta Polska organisiert wurde, ließ sich Jarosław Kaczyński als „wahrer Premierminister Polens“ ankündigen und bekräftigte die Absicht, eine von dunklen Mächten und korrupten Seilschaften gesäuberte „Vierte Republik“ zu errichten.
Als im September 2012 durch die Ergebnisse von Exhumierungen bekannt wurde, dass die sterblichen Überreste von Anna Walentynowicz und Teresa Walewska-Przyjałkowska vertauscht worden waren, wies Jarosław Kaczyński der damaligen Gesundheitsministerin Ewa Kopacz, Premierminister Tusk und Präsident Komorowski die Verantwortung hierfür zu, da die versiegelten Särge nach der Rückführung nach Polen nicht mehr geöffnet worden und keine Obduktionen der Opfer durchgeführt worden seien, und forderte sie auf, die Politik zu verlassen.

## Verfilmung
2012 wurde der Unfall als zehnte Folge der 12. Staffel als Death of the President auf Englisch und als Der Absturz des polnischen Präsidenten auf Deutsch bei der kanadischen Fernsehserie Mayday – Alarm im Cockpit nachgestellt.
Ebenfalls 2012 wurde ein Dokumentarfilm unter dem Titel Anatomia upadku (Anatomie eines Absturzes) unter der Regie von Anita Gargas gedreht, in dem die Anschlagstheorie von Antoni Macierewicz vertreten wird.
Im Zeitraum von 2013 bis 2015 wurde unter der Regie von Antoni Krauze der Spielfilm Smoleńsk gedreht. Die Filmpremiere war im September 2016 in der Warschauer Oper. Krauze erklärte, das Drehbuch richte sich nach den Ergebnissen der Macierewicz-Kommission, nach der der Unfall auf einen Bombenanschlag der russischen Geheimdienste zurückzuführen sei: Lech Kaczyński sei wegen seiner Intervention zugunsten der Georgier im Kaukasuskrieg 2008 „bestraft“ worden. Experten warfen den Filmemachern vor, eine unbewiesene „Verschwörungstheorie“ als Vorlage genommen zu haben. Smoleńsk wurde am 6. Januar 2017 im Berliner Lichtspieltheater Babylon vom Club der polnischen Versager präsentiert. Zuvor war die deutsche Premiere in einem anderen Berliner Kino „aus Sicherheitsgründen und zum Schutz der Gäste und des Hauses“ abgesagt worden.

## Verweise